# Реш (літера гебрайської абетки)
| Фінікійська | Звичайна | Звичайна | Курсив |
| ----------- | -------- | -------- | ------ |
| Resh        | ר        | ר        |        |

Реш (іноді рейш) (івр. רֵישׁ) — двадцята літера гебрайської абетки. Позначає звук [ʁ], [ɾ].
Є однією з п'яти, що не подвоюються.
Має числове значення 200.
Відповідає арабській Ра.

## Unicode
Цифрове значення ר у таблиці Unicode — 05E8.
| Unicode Codepoint | U+05e8             |
| Unicode-Name      | HEBREW LETTER RESH |
| HTML              | &#1512;            |
| ISO 8859-8        | 0xf8               |

ר в азбуці Морзе позначається кодом • — • (крапка тире крапка).
ר записується шрифтом Брайля як .